# Pandaros
Pandaros (grekiska Πάνδαρος, latin Pandarus) var i den grekiska mytologin en son till Lykaon. Han härskade över lykerna, som bodde i Zeleia vid Idabergets fot, och deltog i trojanska kriget på trojanernas sida. Han gällde som en skicklig bågskytt, och dödades av Diomedes.